# 電動發電機

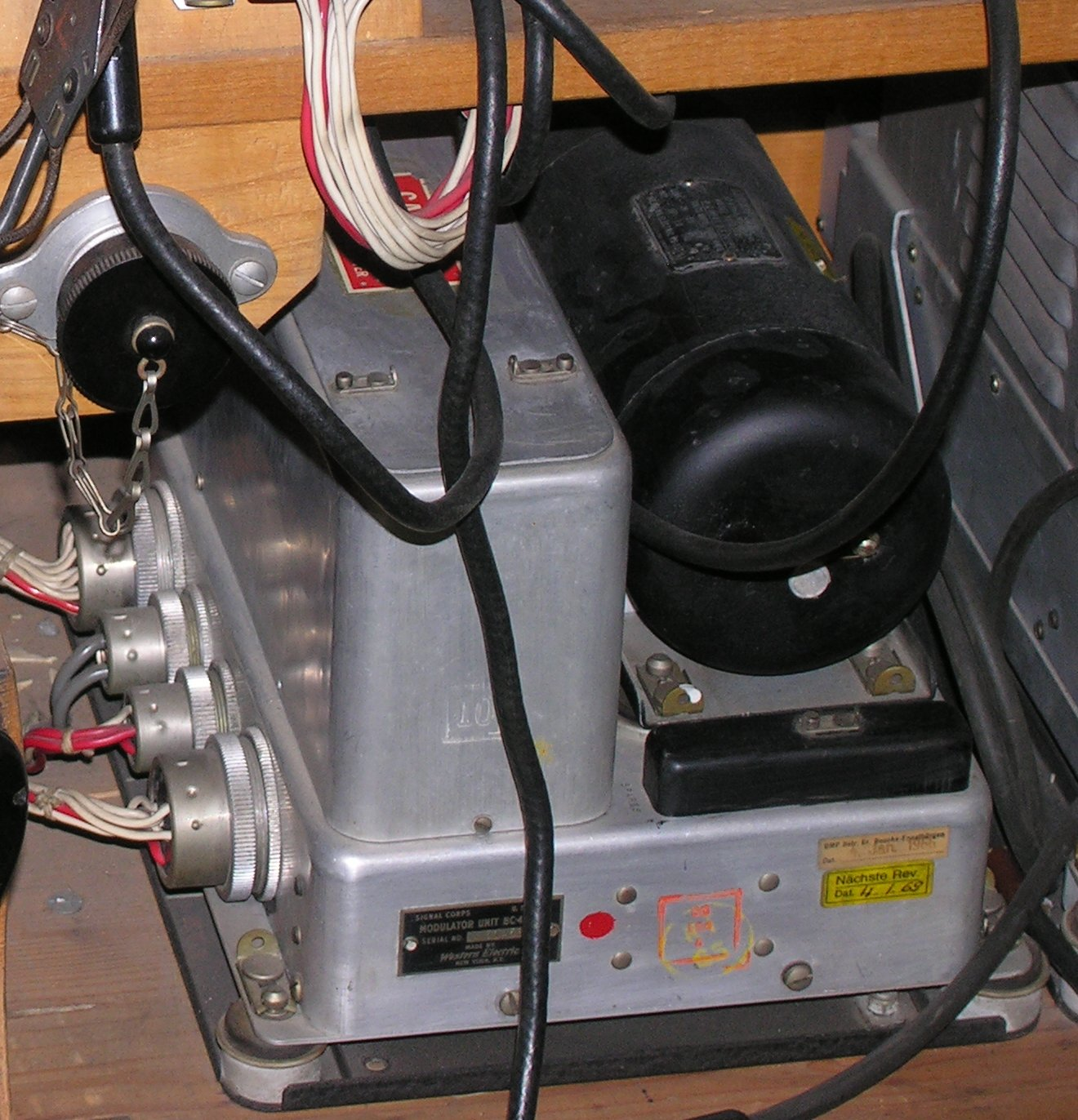
第二次世界大战中的飞机无线电调制器装置，展示了一个電動發電機（黑色圆柱体），用于将飞机的24-28V直流电转换为500V直流电，供发射机使用。杜本多夫军事航空博物馆

电动发电机（英語：MG、Motor Generator）组是将电能转换为另一种电能的装置。电机发电机组中包括電動機及发电机，用于转换電功率的频率、电压或相位的。它们也可用于将电气负载与供电线路隔离。大型电机发电机广泛用于转换工业功率，而较小的电机发电机（如图中所示）则用于将电池功率转换为较高的直流电压。
另外，電動發電機也被稱為“發電電動機”。

## 電力處理
在发电和大型固定电力系统中，电动发电机由机械耦合到发电机（或交流发电机）的电动机组成。电动机依靠输入电流运行，而发电机则产生输出电流，功率在两台机器之间作为机械转矩流动。这提供了电气隔离，并在两个电气系统之间提供了一定程度的功率缓冲。
一种用途是消除“脏电源”（功率调节）中的尖峰和变化，或者在不同的电气系统之间提供相位匹配。